# Valsjön (Ludgo socken, Södermanland)
Valsjön är en sjö i Nyköpings kommun i Södermanland och ingår i Svärtaåns huvudavrinningsområde. Sjön har en area på 0,0881 kvadratkilometer och ligger 22,4 meter över havet.

## Delavrinningsområde
Valsjön ingår i det delavrinningsområde (653472-157636) som SMHI kallar för Utloppet av Ludgosjön. Medelhöjden är 35 meter över havet och ytan är 18,79 kvadratkilometer. Räknas de 6 avrinningsområdena uppströms in blir den ackumulerade arean 87,04 kvadratkilometer. Storån som avvattnar avrinningsområdet har biflödesordning 2, vilket innebär att vattnet flödar genom totalt 2 vattendrag innan det når havet efter 16 kilometer. Avrinningsområdet består mestadels av skog (51 procent), öppen mark (13 procent) och jordbruk (26 procent). Avrinningsområdet har 1,38 kvadratkilometer vattenytor vilket ger det en sjöprocent på 7,3 procent.